# Robert Runcie

Grabmal von Robert Runcie bei St. Albans

Robert Alexander Kennedy Runcie, Baron Runcie MC PC (* 2. Oktober 1921 in Liverpool; † 11. Juli 2000 in St Albans) war von 1980 bis 1991 Erzbischof von Canterbury und Primas der Church of England.

## Leben
Der Sohn eines Elektroingenieurs und ehemalige Presbyterianer diente während des Zweiten Weltkriegs als Panzerkommandant bei den Scots Guards und wurde 1945 mit dem Military Cross ausgezeichnet. Nach Kriegsende gehörte er den britischen Besatzungstruppen in Köln an. 1951 wurde er zum Priester geweiht und 1970 zum Bischof von St. Albans ernannt. Robert Runcie galt als passionierter Schweinezüchter.

## Erzbischof von Canterbury
Seine Wahl stellte einen Bruch mit den Traditionen dar, weil in der Regel der Erzbischof von York in dieses Amt gewählt wird, doch der damalige Inhaber dieses Postens, Stuart Blanch, hatte eine Wahl abgelehnt. Während seiner Amtszeit geriet Robert Runcie mehrfach in Konflikte mit der konservativen Regierung Margaret Thatchers. Dabei ging es neben Einwänden gegen chauvinistische Töne im Zusammenhang mit dem Falklandkrieg vor allem um seine Kritik an den marktliberalen Reformen der britischen Regierung, insbesondere zur Zeit des großen Bergarbeiterstreiks von 1984–85. In der von Runcie geförderten kirchlichen Studie Faith in the City  forderte die Church of England 1985 zu einer sozialpolitischen Umkehr auf, um die Verarmung und den Zerfall der Innenstädte einzudämmen. Angesichts der weitgehenden Lähmung der Labour Party als Oppositionskraft galt die Church of England zeitweise als einflussreichste Gegnerin der Thatcher-Regierung, die wiederum der Kirche ein zu starkes politisches Engagement unterstellte.

## Internationale Bekanntheit
Er wurde vor allem über die Grenzen der Anglikanischen Kirche bekannt, indem er am 29. Juli 1981 in der Londoner St Paul’s Cathedral den Vermählungsgottesdienst des Prince of Wales mit Lady Diana Spencer leitete.

## House of Lords
Runcie war von 1973 bis 1991 als geistlicher Lord Mitglied des House of Lords. Nach seinem Ausscheiden aus dem Amt des Erzbischofs von Canterbury wurde er 1991 als Baron Runcie, of Cuddesdon in the County of Oxfordshire, zum Life Peer erhoben und konnte so bis zu seinem Tod im Jahr 2000 Mitglied des Oberhauses bleiben.